# Magnus Simonsen
Magnus Agergaard Thing "Simon" Simonsen (13. marts 1901 i Stenlille – 10. oktober 1972 i Brønshøj) var en dansk fodboldspiller og sportjournalist.
Simonsen blev født på mejeriet i Stenlille ved Kalundborg. Han begyndte med fodbold som syvårig i B.93 og spillede center-forward for klubbens 1.hold i perioden 1919-1927. Han var med på det hold, som vandt DM til klubben i 1927 og Landspokalfinalen 1922. Det blev også til fire landskampe i perioden 1922-1927.
Han var fra 1926 i Frankrig for at lære sproget og spillede for Paris klubben Stade Français som amatør, han arbejdede som hotelportier, forsikringsmand og bilvasker. I sin tid i Paris som strakte sig til 1932 sendte han artikler hjem til flere danske aviser bl.a Ekstra Bladet og Fyns Stiftstidende. Han kom 1932 hjem til en stilling som journalist på Politiken og skrev derefter i avisen i 40 år. Han overtog i 1935 stillingen som avisens sportsredaktør efter Edgar Aabye og var formand for Danske Sportsjournalister 1945-1950.
Simonsen døde 1972 kort efter OL i München, som blev hans sidste store opgave som sportjournalist. Han ligger begravet på Bispebjerg Kirkegård. 